# Galunggung
Il Galunggung (in indonesiano: Gunung Galunggung) è un stratovulcano attivo presente sull'isola di Giava, a circa 80 km da Bandung, capoluogo della provincia di Giava Occidentale (e a 25 km dalla città di Garut), in Indonesia. Appartiene all'Arco di Sonda, che attraversa Sumatra, Giava e Bali ed è prodotto dalla subduzione della placca australiana sotto quella euroasiatica.
Tra le sue eruzioni degne di nota vi sono state quelle del 1822, caratterizzata da un indice di esplosività vulcanica (VEI) di 5, e quella del 1982, con un VEI pari a 4. La sua più recente eruzione risale invece al 1984, con un VEI di 1.

## Eruzione del 1982

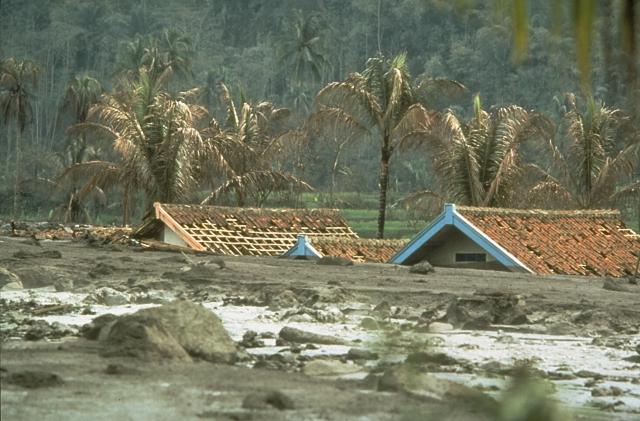
Un lahar (colata di fango) durante l'eruzione del 1982 del Galunggung.

L'ultima eruzione maggiore del Galunggung, cui è stato assegnato un indice di esplosività vulcanica (VEI) di 4, è avvenuta nel 1982 ed ha causato la morte di 72 persone.
Nel corso dell'eruzione, due aeroplani di linea Boeing 747 attraversarono le nubi di ceneri vulcaniche espulse dal vulcano e, a causa di ciò, manifestarono temporanei malfunzionamenti dei motori, oltre che danni alle superfici esterne; entrambi i velivoli furono costretti ad un atterraggio di emergenza all'aeroporto di Giacarta. Tali eventi, per la prima volta, sollevarono l'attenzione internazionale sui pericoli rappresentati dalle ceneri vulcaniche per l'aviazione.
Il primo aereo ad aver avuto problemi fu il volo 9 della British Airways, che trasportava 240 passeggeri. L'aereo, il 24 giugno 1982, mentre volava a circa 150 km a sud-est di Giava, entrò accidentalmente nella nube di cenere espulsa dal vulcano, che essendo secca non poteva essere rilevata dai sistemi radar. La cenere, fondendo a causa delle alte temperature presenti all'interno dei quattro motori, ne bloccò progressivamente il funzionamento, facendoli spegnere. Dopo una planata di 16 minuti, in cui il velivolo scese di 7500 metri (a partire da una quota di circa 11500 metri), il flusso d'aria fresca solidificò la cenere e la asportò dai motori, consentendone la riaccensione e permettendo all'equipaggio di atterrare con successo a Giacarta.
Le autorità aeronautiche indonesiane chiusero solo per un brevissimo periodo lo spazio aereo attorno al Galunggung a seguito di tale episodio. Il mese successivo un secondo 747, questa volta della Singapore Airlines, con 230 passeggeri a bordo, penetrò accidentalmente nella nube vulcanica durante la notte, riportando l'arresto di tre dei quattro motori sempre a causa dell'ingestione di cenere silicea. Dopo una planata che comportò una discesa di 2400 m, l'equipaggio riuscì a riaccendere uno dei tre motori fuori uso e ad atterrare a Giacarta. Solo dopo questo secondo episodio si decise di interdire definitivamente al volo l'area intorno al vulcano, stabilendo nuove rotte per evitarla.